# 鬼童小路
鬼童小路（おんどうこうじ）は、福岡県柳川市にある通り及びそれ沿いの地区の江戸時代から明治初期までの名称で、現在の通称。江戸時代は、侍町。現在の同市鬼童町にある。柳川城の西側外堀の西岸沿い、即ち外堀の外側に位置し、旧竹門から北へ400メートル余りの直線状の道である。

## 歴史

### 江戸時代
西を端地村（はたちむら）、南を稲荷町・宗信町に接し、柳川藩四代藩主立花鑑任のころ（1696年～1721年）まで、三池藩立花氏の屋敷があった。
寛政2年（1790年）の「柳川城下御絵図」では、小路名は明記されていないが、外堀の外側に沿った通りに侍屋敷が並んでいる。
江戸末期には、端地村内に江戸小路ができ、鬼童小路の西から北が江戸小路に接することになる。

### 明治
明治6年（1873年）、鬼童小路と合併し、鬼童町となった。

## 潮入池泉庭園
柳川は、柳川城の堀割が外堀の内と外に網の目のように張り巡らされていることから「水郷」と呼ばれているが、この堀割の水を引いて池としたり、堀割の流れそのものを池と見なしたりする庭園が、かつては外堀の内外に多数存在した。鬼童小路には、隣接する江戸小路とともに、このような堀割と一体となる水系をなす池泉を持つ庭園が現在も数軒残っており、『柳川百選』にも選ばれている。
しかし、近年、上流のダム建設による堀割の水量減少、水質汚濁、所有者の高齢化で手入れが行き届かない等の原因により、庭園の規模が縮小したり、庭園そのものが消失したりしてきている。